# ATP Challenger Padua
Das ATP Challenger Padua (offizieller Name: ATP Challenger 2001 Team Padova) war ein Tennisturnier in Padua, Italien, das zwischen 2014 und 2015 ausgetragen wurde und 2018 nach zweijähriger Pause einmalig wieder in den Turnierkalender aufgenommen wurde. Es war Teil der ATP Challenger Tour und wurde im Freien auf Sandplatz ausgetragen.

## Liste der Sieger

### Einzel
| Jahr                        | Sieger                  | Finalgegner          | Ergebnis       |
| --------------------------- | ----------------------- | -------------------- | -------------- |
| 2018                        | Sergio Gutiérrez Ferrol | Federico Gaio        | 6:2, 3:6, 6:1  |
| 2016–2017: keine Austragung |                         |                      |                |
| 2015                        | Andrej Martin           | Albert Montañés      | 0:6, 6:4, 7:66 |
| 2014                        | Máximo González         | Albert Ramos Viñolas | 6:3, 6:4       |

### Doppel
| Jahr                        | Sieger                        | Finalgegner                        | Ergebnis         |
| --------------------------- | ----------------------------- | ---------------------------------- | ---------------- |
| 2018                        | Tomislav Brkić Ante Pavić     | Walter Trusendi Andrea Vavassori   | 6:2, 7:64        |
| 2016–2017: keine Austragung |                               |                                    |                  |
| 2015                        | Michail Jelgin Andrei Rubljow | Federico Gaio Alessandro Giannessi | 6:4, 7:64        |
| 2014                        | Roberto Maytín Andrés Molteni | Guillermo Durán Máximo González    | 6:2, 3:6, [10:8] |